# Bloomsbury Gang
La Bloomsbury Gang, conosciuta anche come Bedford Party, era un partito politico formato nel Regno Unito nel 1765 da John Russell, quarto Duca di Bedford. 
Il gruppo prese il suo nome dal quartiere londinese di Bloomsbury, parte del distretto di Camden.